# Čamac
Čamac je manji plovni objekt koritastog oblika koji služi za prijevoz ljudi i tereta rijekama, jezerima ili drugim unutarnjim vodenim površinama (osim mora na području Republike Hrvatske). Čamac se može pokretati veslima, manjim jedrom, a često i vanbrodskim motorom. Manje plovilo namijenjeno plovidbi morem na području Republike Hrvatske naziva se brodica.
Riječ čamac je izvedena iz turcizma čam < (tur.) çam "bor, jela" (plovila su se izrađivala od tog drveta).

## Veslački čamac za natjecanja
U natjecateljskom veslanju koriste se specifični čamci, ovisno o veslačkoj disciplini. Čamci su specifične građe, nekad građeni od drveta u novije vrijeme uglavnom od različitih umjetnih materijala. Veslački čamac se sastoji od trupa čamca i metalnih izbočnika koji pridržavaju veslo. U samom čamcu i na njemu nalazi se cijeli niz manjih dijelova, kao što su nogari (uporište za noge veslača), pokretno sjedište ili rol, šine po kojima se kreće pokretno sjedište, kormilo, kobilica, i drugi dijelovi. Za svaku pojedinu veslačku disciplinu postoje odgovarajući natjecateljski čamci čije su tehničke karakteristike (prije svih težina), odeđene pravilnicima o natjecanju međunarodne veslačke federacije FISA.

## Kajak
Kajak je izvedba čamca najčešće zatvorenog nadgrađa u kojem veslač ili više njih koristi veslo s dvije lopatice. Kajak potječe od Eskima koji ga koriste za lov, ribolov i prijevoz morem. 
Danas postoje brojne izvedbe kajaka: od onih sportskih, npr. za discipline kao što su kajak na mirnim vodama, kajak na divljim vodama, pa do rekreativnih izvedbi za vožnju rijekama, jezerima ili morima.

## Kanu
Kanu je čamac u kojem veslač (ili više njih) koristi veslo s jednom lopaticom. Iako u osnovi građom može podsjećati na kajak, u pravilu kanu nema zatvoreno nadgrađe, ima izraženiju vedenu liniju te viši i oštriji pramac i krmu u odnosu na kajak. Kanu se koristiti u sportske namjene na mirnim i divljim vodama ali sa sportskim plovilima, a turistički kanui za rekreaciju na isto takvim vodama. Sportski čamci sada više i ne sliće pravim kanuima jer se radi o plovilima od kojih se traži jedino brzina i neupotrebljivi su za druge namjene.
Kanu je izvorno transportno plovilo kanadskih indijanaca. Slična plovila, po dizajnu, koriste se i danas za turizam i rekreaciju. Ti kanui se i zovu "canadien".

## Čamci u Hrvatskoj
U Hrvatskoj se koriste tradicionalne izvedbe čamaca za različite namjene. U Slavoniji postoji posebna vrsta čamca koja se naziva čiklja ili čikl. U dolini Neretve izvorni su tipovi čamaca manja trupa (trupica) i veća lađa koja se danas koristi u sportskom natjecanju maratonu lađa.

## Vanjske poveznice
- Čamac Hrvatska tehnička enciklopedija, portal hrvatske tehničke baštine. LZMK